# Pappo
Norberto Aníbal Napolitano (Buenos Aires, 10 de marzo de 1950 - Luján, Buenos Aires; 25 de febrero de 2005), popularmente conocido como Pappo, fue un músico, guitarrista, cantante, compositor y actor argentino. Fue una de las figuras más influyentes de la música argentina, además de ser uno de los precursores del rock argentino. Fue uno de los primeros en incursionar en los géneros blues, heavy metal y hard rock en su país. Es considerado por músicos de su país, el público y la prensa especializada, como el mejor guitarrista de la historia del rock de Argentina, mientras que B. B. King lo consideró como uno de los mejores guitarristas de todos los tiempos.
Su seudónimo surgió de una deformación de una abreviación de su apellido, el cual fue mutando hasta llegar al estilizado Pappo. Otro apodo con el que fue popularmente conocido fue Carpo, en alusión al dominio que poseía al mover el carpo de su mano para ejecutar la guitarra. Asimismo, el popular guitarrista B. B. King lo apodó como The Cheeseman, debido a un regalo hecho por Pappo al guitarrista estadounidense, consistente en un queso argentino y un vino tinto.
Fue integrante de importantes grupos de rock argentino como Los Abuelos de la Nada, Engranaje, Los Gatos, Carlos Bisso y su Conexión N.º5, Pappo y Hoy no es Hoy y Billy Bond y La Pesada del Rock and Roll. Además fundó el legendario grupo musical de blues rock, Pappo's Blues, el grupo de hard rock Aeroblus en la década de 1970, y el histórico grupo musical de heavy metal Riff en la década de 1980. También fundó un grupo en Estados Unidos llamado The Widowmakers. 
Además tuvo una gran trayectoria como solista. Produjo títulos como Blues Local, Buscando un amor y uno de los discos más icónicos del rock nacional argentino, Pappo & Amigos.

## Biografía
Nació el 10 de marzo de 1950 en Villa General Mitre, a las 5:40 de la madrugada, en la casa de sus padres en la calle Artigas 1917 (Buenos Aires, Argentina). Era el hermano menor de Carlos Napolitano -quién murió antes de que él naciera-, quien le sigue en edad es Liliana Napolitano, la hermana, una concertista de piano. En esa casa vivió con su padre que era un trabajador metalúrgico, su madre escritora y poeta, su citada hermana y su abuela.
Tuvo su primera guitarra a los 8 años, a fines de los cincuenta tomó clases para el instrumento. En la revista Canta Rock de 1984 diría: "Lo que me impulsó a tocar fue la viola de un vecino. Fue la primera eléctrica que tuve en mis manos. Se la robé, y le prometí que se la iba a pagar y después me mudé a otro barrio, y nunca más me vio". Durante su escolaridad Pappo aprendió algunas nociones básicas de música y allí fue cuando Napolitano mostró su interés por ese arte y particularmente por la guitarra. Pero cuando escuchó por primera vez en la radio a Little Richard terminó por inclinarse al rock, y fue en ese momento que se compró su primera guitarra eléctrica y amplificador.
En su adolescencia dormía en una habitación con su abuela y hermana; la misma habitación servía de sala de música en donde había un piano, ya que su hermana era profesora del instrumento. De allí confesó que se nutrió desde muy temprana edad de músicos como Schubert, Liszt, Beethoven, Stravinsky y Bach.

Si vos querés hacer un curso forzado para que la música se introduzca en su mente, a tu hijo que es adolescente y no quiere estudiar, capaz que te sale más de cien mil dólares el curso, y a mi me salió prácticamente gratis porque la sala de música estaba en el dormitorio.
Pappo, 2004.

## Trayectoria musical

### Comienzos

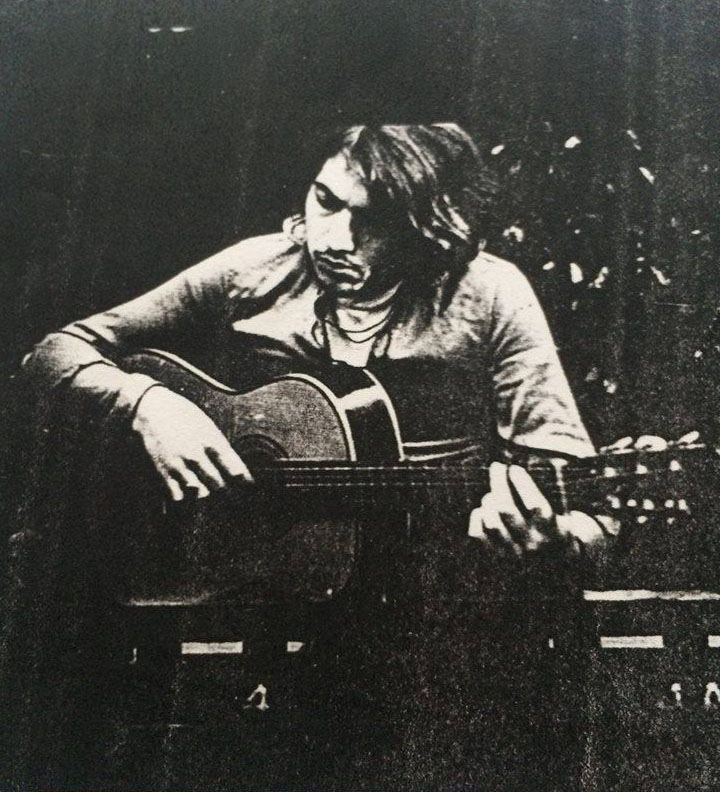
Pappo tocando la guitarra criolla en una plaza, circa 1967.

Tuvo su primera banda a los 16 años que se llamó Los Buitres, junto a Miguel Laise en batería (su primo tapicero), Tito Milanesa en voz y guitarra (Alberto La Rosa) y Beto en bajo y voz (Humberto E. Marinucci).
Junto al grupo de rock uruguayo Los Iracundos trabajó como plomo, y fue con Leonardo Franco, primera guitarra de aquella banda, con quien comenzó sus primeras clases de guitarra eléctrica.
En 1967 Miguel Abuelo formó Los Abuelos de la Nada. Se le había ofrecido el puesto de guitarrista a Claudio Gabis, pero como ya estaba ocupado ensayando con Manal, el lugar fue ocupado por Pappo, aun así los dos grabaron las guitarras para el primer sencillo de Los Abuelos de la Nada. El corte era "Diana Divaga"/"Tema en flu sobre el planeta" fue editado por el sello CBS y bajo la producción de Jack Zeller. En la canción de la cara B del sencillo Pappo toca la guitarra, mientras que su amigo Claudio Gabis hace lo mismo en el lado A. Pappo había grabado todas las guitarras para el segundo sencillo con Los Abuelos de la Nada, el contenido sería "Estoy aquí parado, sentado y acostado" y la instrumental "Lloverá", pero estas canciones no se editaron en el momento, sino recién en 1996 en el compilado 30 años de rock nacional. En una nota de prensa CBS de julio de 1968 que daba a conocer a Los Abuelos de la Nada, registró por primera vez su apodo "Papo" con una sola p. A los pocos meses el grupo se disuelve, la primera etapa del grupo no llegó a durar un año. Uno de los motivos de la pronta disolución del grupo fue el hecho de que CBS recortó la duración a menos de tres minutos de "Diana divaga", por lo que Miguel perdió interés en grabar un álbum de larga duración con el sello. Miguel Abuelo se fue a España y Pappo continuó un tiempo al frente del grupo, pero con una inclinación más hacia el blues. Así compuso, cantó y grabó con Los Abuelos de la Nada el blues "La Estación" que permaneció inédito, hasta que Jorge Álvarez y Pedro Pujó, dueños del sello Mandioca lo incluyeron en el compilado Mandioca Underground. De la separación recordaría: "Cada uno tiraba para su lado, por eso antes de terminar el long play que estaba planeado yo me fui, porque me sentía encerrado en el grupo. Eran tiempos de mucha locura".
Más tarde formó Engranaje con Tito Milanesa en voz, Pino en batería, Bocón en guitarra y Beto en bajo, pero abandonarían Pino y Beto. Paralelamente comenzó a frecuentar Plaza Francia, principal punto de encuentro de los hippies en Buenos Aires. Del intercambio habitual de discos entre amigos y conocidos, en particular Pappo quedó impactado con Blues Breakers with Eric Clapton. Rápidamente dejó Engranaje cuando Carlos Bisso lo invitó a formar parte de Conexión N.º 5, un conjunto de música beat que a juicio de Héctor Starc: "era un grupo híper conocido, mucho más que cualquier otro grupo de rock", también Starc recuerda a un Pappo responsable y más centrado: "no me olvido más cuando llegaba con la ropita de Conexión N.º 5, trajecito de pana negro, camisa blanca con yabó de la que se le salía por los puñitos todo el encaje". Pero su paso por el grupo duró solo unos meses, sin dejar registro alguno.
En el verano de 1969 el grupo se dirigió a Mar del Plata, ya que tocarían en Mandioca, donde también se presentaba Manal, integrado por Javier Martínez, Alejandro Medina y Claudio Gabis. Manal le propuso a Pappo ser invitado permanente por toda la temporada, a lo que Pappo respondió con un "sí" rotundo, y por unos meses Pappo tocó piano y guitarra con Manal. Tuvo una fugaz participación en la grabación de la banda sonora que estaba haciendo Manal para la película Tiro de gracia del director Ricardo Becher en 1969, golpeando las cuerdas de un piano en la parte en que el protagonista tiene una pesadilla.

### 1969: Los Gatos

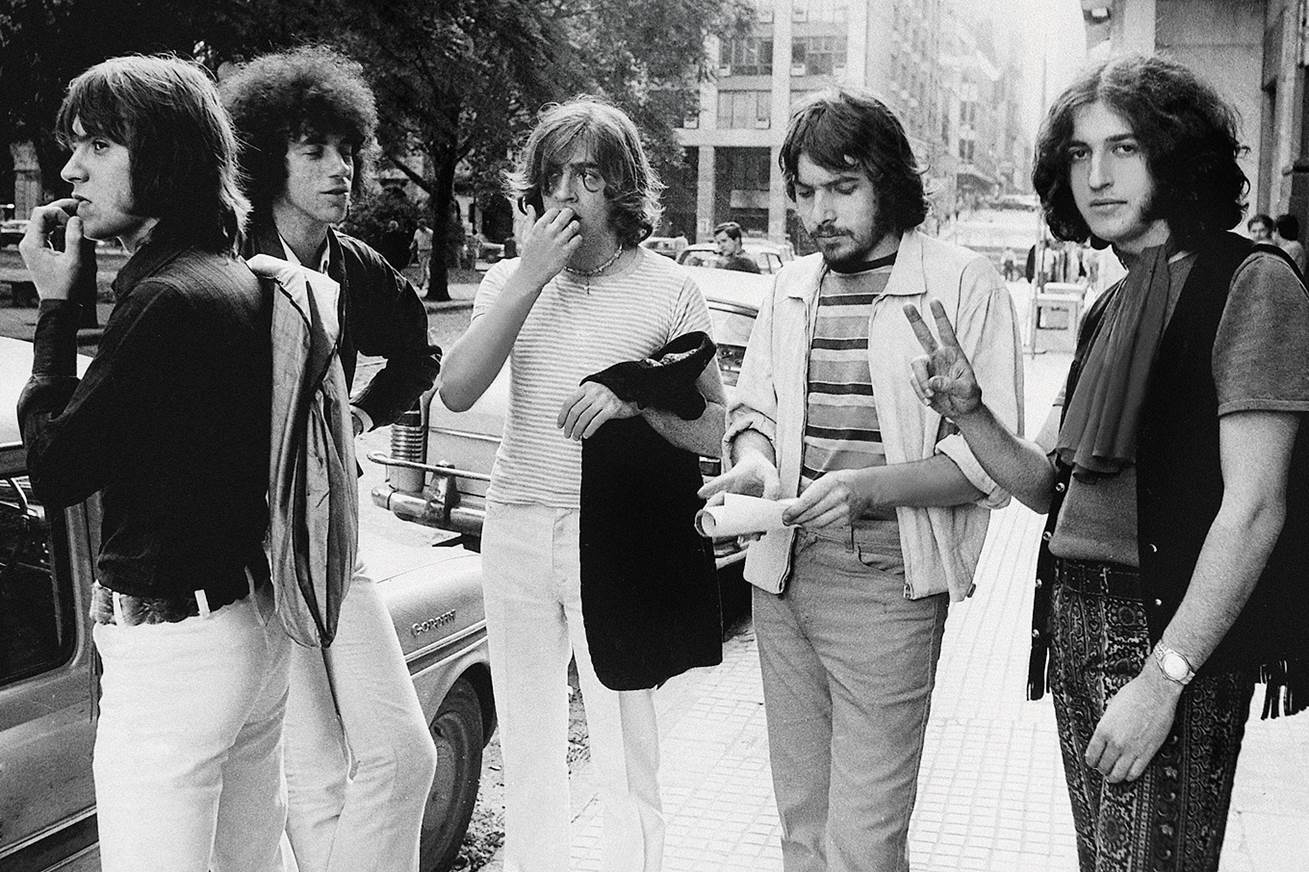
Pappo (segundo desde la derecha) en la última formación de Los Gatos, ca. 1970.

Cuando el pub La Cueva se mudó a Avenida Rivadavia, Litto Nebbia, integrante de Los Gatos, solía frecuentar el sitio donde los músicos zapaban. Nebbia recuerda que en una de aquellas noches Pappo pidió subir a tocar, por lo que durante alguna de esas noches en 1969 se pactó la incorporación de Pappo a Los Gatos en reemplazo de Kay Galifi, quien se había ido a vivir al Brasil. Según Starc: "tocar con Los Gatos era como tocar con Los Beatles". Pappo y Nebbia se contactan y este último le da la lista de canciones. Los demás miembros de Los Gatos viajaron a Estados Unidos a comprar equipos. A la vuelta son recibidos por Nebbia y el nuevo guitarrista, al cual el bajista Alfredo Toth le entrega una guitarra eléctrica Les Paul.
Nebbia recuerda sobre su incorporación:

Kay Galifi se había casado en Brasil y no quería volver. Así que cuando hablé con Ciro, le dije que ya tenía un flaco que tocaba bien. Sólo había que comprarle una viola, porque la que tenía era mala.

Pappo tocó todos los solos de guitarra de Beat Nº 1 y Rock de la mujer perdida editados en 1969 y 1970. Los nuevos álbumes tenían un sonido más "pesado" que las entregas anteriores. Nebbia grabó guitarras rítmicas adicionales ya que Pappo aún no dominaba ciertos acordes de guitarra. Todas las canciones de ambos álbumes fueron escritas por Nebbia en el momento que el grupo se rearmó con Pappo. De las sesiones Nebbia recuerda: "todo fue muy alegre y con gran camaradería, Pappo era muy divertido y ese ritmo que vivíamos era toda una novedad para él". Durante sus descansos de sus shows con Los Gatos se instaló con dos amigos en largas zapadas en Equinox, un boliche de Mar del Plata, donde tocaba con Black Amaya con un repertorio de versiones de Jimi Hendrix, Cream, y The Spencer Davis Group. Los Gatos realizaron una gira por España, y tras una serie de conciertos en el Gran Rex el grupo se disolvió.
Pappo cuenta de su ingreso a la banda:

Preferí el cambio porque esto es otra cosa, puedo hacer más lo que yo quiero. Conjunto es una palabra sagrada y yo no estaba en Conexión... No iba a comer con ellos, para mí fue un trabajo solamente. En cambio aquí me dedico a Los Gatos. Estoy muy contento porque somos todos iguales. Estamos todos cortados por la misma tijera.
Enero de 1970, revista Cronopios.

El productor Jorge Álvarez conoció a Pappo cuando estaba tocando con Miguel Abuelo. Durante las sesiones de grabación del primer álbum de Manal el productor Jorge Álvarez le propuso a Pappo grabar una canción aprovechado tiempo que había sobrado, registrando así el tema "Nunca lo sabrán", que había compuesto en 1968, y desde ese momento Álvarez le insistió en armar un proyecto solista. Poco después la canción apareció en el compilado Pidamos Peras a Mandioca, editado en 1970, un álbum con canciones de artistas de Mandioca, el sello independiente que lideraba Álvarez. En esta canción Pappo canta y toca el piano, lo acompañan Luis Alberto Spinetta en guitarra, Edelmiro Molinari en bajo, Rodolfo García en batería y Pomo en pandereta. Por aquella época Pappo registró el bajo del tema "El Oso", reconocida canción del álbum Treinta Minutos de Vida, de Moris. En esa sesión Álvarez quedó convencido de que Pappo tenía que armar un grupo donde fuera el líder. Siguiendo el consejo de Álvarez, decisión que el mismo guitarrista consideró "arriesgada", Pappo dejó Los Gatos y armó su nueva banda.

### 1970-1972: Pappo's Blues
Me acuerdo del día en que [James] Barry, dueño del sello Trend de Londres, y productor de The Foundations y muchos otros conjuntos de éxito, escuchó a Pappo y dijo: 'Luego de Eric Clapton y Jimi Hendrix no escuché un guitarrista que me impactara tanto'.
Jorge Álvarez.

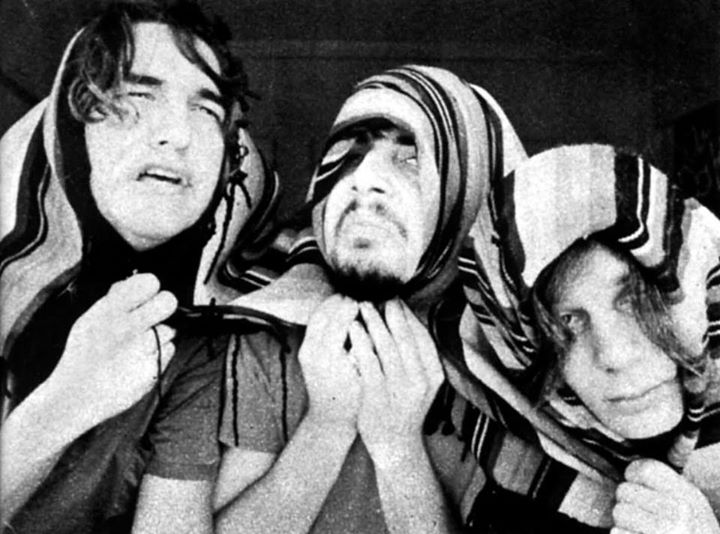
Edelmiro Molinari, "Pappo" Napolitano y Claudio Gabis. Foto de José Luis Perotta para el reportaje de Sergio Makaroff en revista Cronopios (1970).

Impulsado por Jorge Álvarez, Pappo formó Pappo's Blues junto a David Lebón en bajo y el baterista Black Amaya. Su primer álbum Pappo's Blues, editado 1971, tiene los clásicos como "Algo ha cambiado", "Adónde está la Libertad", "El Hombre Suburbano" y "El Viejo". Emprendió un viaje a Inglaterra en donde conoció a John Bonham, de Led Zeppelin y a Lemmy Kilmister, de Motörhead. Estuvo casi ocho meses tocando la guitarra y armónica en la isla británica. Volvió a Argentina para grabar su segundo álbum que comienza con el famoso solo de batería ejecutado por Luis Gambolini del "Tren de las 16", además de "Desconfío" en donde Pappo toca el piano. En la segunda entrega el grupo es integrado además por Carlos Piñata en bajo y Black Amaya, que participa en algunas pistas.

Hay un montón de discos en los que Pappo toca el bajo. El otro día alguien me dijo: '¿sabés quién toca el bajo en este tema? Pappo'. Grabó con muchos músicos populares de la RCA Victor: lo llamaban, él iba y tocaba.
Juanse.

#### Asociación con Spinetta
Participó en Spinettalandia y sus amigos de Spinetta en 1971, y compuso "Castillo de Piedra" y "Era de Tontos". Pappo expresaba un modo "pesado" de asumir el rock basado en el blues y hard rock, que se oponía al camino comercial que el éxito y la fama de Almendra le ofrecían a Spinetta, impulsado por la empresa discográfica RCA. Spinetta rechazó radicalmente el camino comercial y entró de lleno al círculo de Pappo y el sello Mandioca. En la segunda mitad de 1970 Pappo y Spinetta llegaron a formar un trío blusero con el nombre de Agresivos, en el que Luis Alberto tocaba el bajo y al cual se sumó Héctor "Pomo" Lorenzo, en batería. De hecho Pappo grabó en ese momento su primer tema solista, "Nunca lo sabrán" (que apareció en el compilado Pidamos Peras a Mandioca), acompañado de Spinetta y Pomo, que no figuran en los créditos.
En ese momento, Spinetta graba su primer álbum solista: Spinettalandia y sus amigos. Lo hizo justamente con Pappo y Héctor "Pomo" Lorenzo, sumando también a Miguel Abuelo en algunos temas. El álbum expresa ese momento de opción estética y de vida que le estaba proponiendo Pappo, dilema que es el eje del tema "Castillo de Piedra", que Pappo le obsequia para incluir en el álbum. El disco fue grabado en una casa abierta, en Florida, Partido de Vicente López.

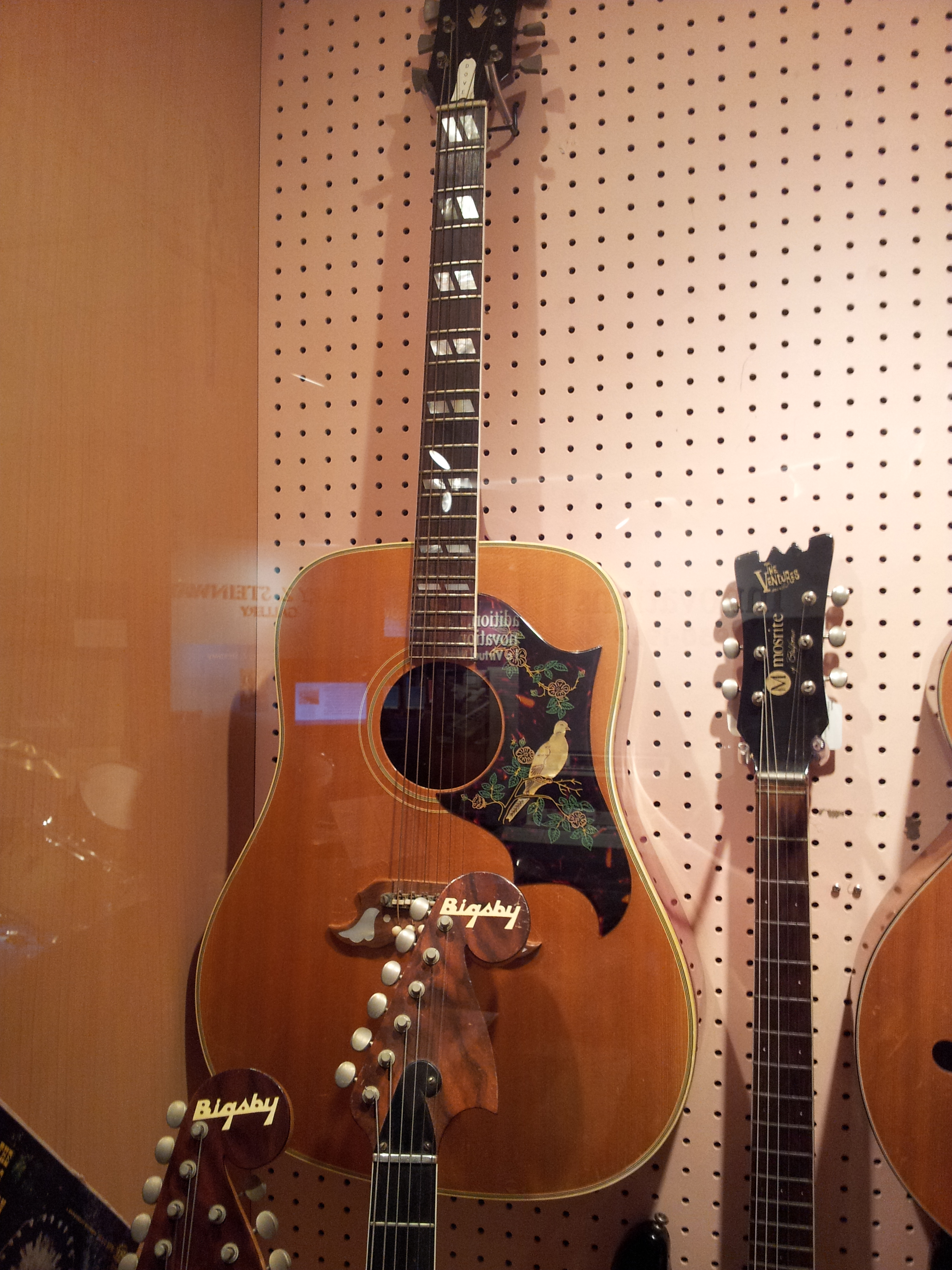
Guitarra acústica Gibson Dove idéntica a la que Spinetta usó en Almendra. "Le regalé a 'Pappo' mi guitarra 'Dow' (sic)... con la que compuse las canciones más hermosas que hice para Almendra... Fue como decirle: mirá, tomá, no te desprendas jamás de esto".

Luego de grabar el disco Spinetta le regaló su apreciada guitarra acústica Gibson Dove a Pappo, buscando transmitirle que él estaba buscando otro estilo artístico y de vida.

Para mí era una forma de mostrarle a "Pappo" que no existían solamente las guitarras con el volumen al mango. Que así como él me había inculcado algo de esa dureza del rock pesado, y la mano, copar y todo eso, por otro lado yo trataba de demostrarle que existía una fuente de ternura que él no podía ignorar. Fue como decirle: mirá, tomá, no te desprendas jamás de esto, para no traicionarme en tu vida, para darme tu fe, aunque no tocáramos nunca juntos, aunque jamás nos viéramos...
Luis Alberto Spinetta.

Pappo terminó vendiendo la guitarra, años después Spinetta se enteró del hecho. La guitarra fue vendida a Alfredo Toth, exbajista de Los Gatos, quien a su vez se la vendió a Jorge Maronna, uno de los integrantes de Les Luthiers. Para 2013 la guitarra continuaba en su poder. La relación entre Pappo y Spinetta terminaría en ese momento con un fuerte resentimiento mutuo, que se atenuó con el paso de los años. Décadas más tarde durante la grabación de Pappo & Amigos, el guitarrista enterado de que Spinetta estaba deprimido por la separación matrimonial que estaba atravesando lo fue a buscar a su casa con la intención que participara en la grabación del álbum, pero sólo pudo hablar con su hijo Dante, según Luis: "Vino a casa, y yo estaba durmiendo y ni me enteré. Sé que habló con Dante y que le dejó... ¡instrucciones para que se me pasara la depresión! Decía que yo tenía que pensar que la mina era fea, gorda, sucia, que no me merecía. Y así me perdí de estar en ese disco".
Pappo argumentó que su decisión de vender la guitarra acústica no había sido en desprecio del músico de Almendra.

Yo había viajado con Los Gatos a España y Spinetta me había regalado una acústica buenísima, esa Gibson que tiene el pájaro en el vidrio. No la vendí, pero como yo no tenía una guitarra eléctrica, la cambié por una Les Paul en una casa de música. No fue con mala onda y no creo que haya ningún intercambio de palabras con él [...] con un regalo podés hacer lo que quieras.

### 1972-1976: Billy Bond y La Pesada del Rock and Roll
En 1972, Pappo ayudó a grabar las guitarras para el primer y segundo álbum de Billy Bond y La Pesada del Rock and Roll acompañado de los guitarristas Claudio Gabis, Kubero Díaz y Poli Martínez, y completando con Alejandro Medina, Javier Martínez, Jorge Pinchevsky, Luis Gambolini y Billy Bond. Además también participa en "Blues del Éxodo", del álbum Conesa de Pedro y Pablo. A fines de 1972 Pappo's Blues grabó algunas escenas en el Teatro Olimpia junto al grupo La Máquina, algunas tomas aparecieron en la película Rock hasta que se ponga el sol, tocando "Tren de las 16" y "Trabajando en el ferrocarril". En 1973 Pappo's Blues edita su volumen 3 en donde se destacan "Sucio y Desprolijo", "Caras en el parque" y "Sándwiches de miga", además de un blues "Siempre es lo mismo, nena". Al año siguiente editaron el volumen 4, y para ello Pappo contó con Alejandro Medina en bajo, Black Amaya en batería, Isa Portugheis en percusión y David Lebón en guitarra rítmica y voz. Una de las pistas más conocidas es "Fiesta Cervezal". En ese mismo año Pappo aportó la canción "Estamos hartos" para el Volumen 4 de La Pesada, aunque él no participó en el álbum.
En el mismo año, Pappo graba en el mismo álbum solista de Lebón, en donde toca el piano en el tema "32 Macetas". Participan también Alejandro Medina, Claudio Gabis, Javier Martínez, Charly García, Black Amaya, entre otros. En esa época nació su hijo Luciano Napolitano, pero lo conocería 20 años después. A fines de 1974 Pappo's Blues volvió a los estudios para registrar Pappo's Blues Volumen 5, Triángulo, el quinto LP de la banda. Esta vez están Daniel Eduardo "Fanta" Beaudoux en bajo y Eduardo Garbagnati en batería. Triángulo se trata de una de las entregas más experimentales de Pappo. En "El Buzo", canta León Gieco. Al terminar la grabación del álbum Pappo parte nuevamente hacia Inglaterra quedándose allí por dos años. En Londres trabajó de lavacopas y descubrió un sótano que hacia de sala de ensayo. Aunque no disponía de dinero para alquilarlo, se quedó mediante acuerdo de la dueña de mantener el sitio. Según el mismo Pappo allí es testigo de la formación de Motörhead. 
En 1975 se editó el volumen 6 de Pappo's Blues con cintas descartadas de sesiones del álbum anterior. En Inglaterra tuvo contacto con Michel Peyronel, Heavy Metal Kids y UFO. Tras regresar de Europa en 1976, Alejandro Medina lo invita a ir a Brasil, en donde formarían una nueva banda Aeroblus, que si bien presentaba una música más pesada, seguía el formato de power trio como Pappo's Blues.

### 1977-1980: Aeroblus y Vuelta de Pappo's Blues

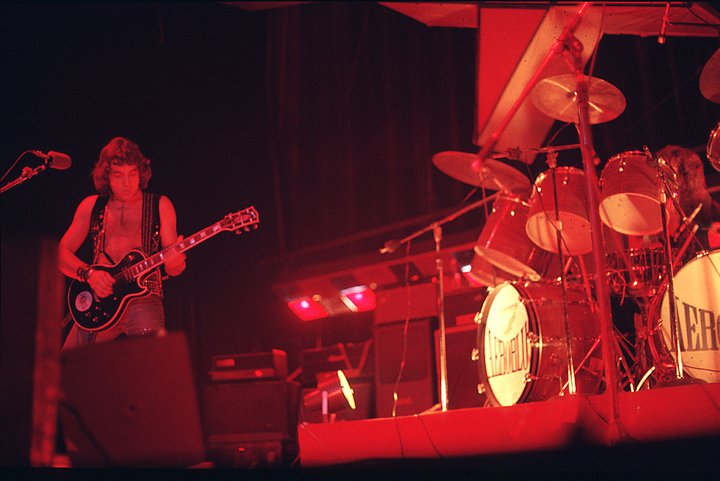
Aeroblus tocando en el Teatro Premier, 1977.

Luego de disolver Pappo's Blues, Pappo junto al exbajista de Manal, Alejandro Medina decidieron armar un nuevo conjunto, y viajaron a Brasil en busca de un baterista de acuerdo a sus pretensiones. En la búsqueda dieron con Rolando Castello Junior para formar el trío Aeroblus a principios de 1977.
En la búsqueda del baterista adecuado Pappo declaró:

Allá formamos Aeroblus, en el medio del quilombo infernal que es San Pablo (...) Una noche decidimos salir a buscar baterista; probamos tres o cuatro, y apareció uno con una mano más chica que la otra. Era Castello Junior, un brasileño. Y yo pensé: 'Es imposible que este toque con esa manito', y cuando empezó a tocar nos dejó podridos a todos.
Pappo.

En enero de 1977 vuelven a la Argentina y Aeroblus hace su debut el 6 de enero de 1977 en el Teatro Premier de Buenos Aires con una serie de conciertos que recibieron críticas negativas por su "falta de ensayo", problema que fue resuelto rápidamente. Pappo comentó que la poca concurrencia de público se debió a la mala organización, como por ejemplo, no figuraba la hora del recital en los afiches. A mediados de año Pappo armó algunas fechas en paralelo como Pappo's Blues en el Teatro Estrellas, con Darío Fernández en la batería y el debutante Miguel "Botafogo" Vilanova en el bajo. Sin embargo hacia finales de año Alejandro Medina tomó la posición de Botafogo, armando una gira por la costa atlántica que incluyó una presentación doble en el Teatro Diagonal, con gran convocatoria y buen despliegue de la banda.
Aeroblus grupo entró al estudio en mayo para grabar. Logró editar un único álbum titulado Aeroblus. Pero la demora en la edición del álbum, más la presión que realizaba la policía en esos años en Argentina en plena dictadura militar, hicieron que Rolando Castello Junior decidiera volver y quedarse en Brasil. Ya en 1978, Pappo nuevamente junto a Medina reflotan Aeroblus, incorporando a Claudio Pesavento en teclados y sin Castello, que es reemplazado por Gonzalo Farrugia. El grupo se presenta en Mar del Plata tocando temas del disco y algunos nuevos, pero no prospera a pesar de las buenas críticas de la época, y Pappo decide nuevamente volver con Pappo's Blues.[cita requerida]

Pappo's Blues es tres o cuatro tonos y fuerza, polenta, garra y un desafío para ver quién tiene más calentura. Aeroblus, en cambio, es más musical y nos dedicamos más a la música.
Pappo, 1977.

Pese a la experiencia efímera de Aeroblus, y que su álbum que constituye el único registro que hizo el grupo paso algo desapercibido en el momento, con el paso del tiempo Aeroblus ganó popularidad y su obra influyo notablemente en el hard rock y heavy metal argentino.
Tras la fugaz experiencia de Aeroblus con el ex Manal, Alejandro Medina y el baterista brasileño Rolando Castello Junior a fines de los años 1970, Pappo junto a Alejandro Medina y Darío Fernández registraron el volumen 7 de Pappo's Blues, regrabando algunas canciones conocidas como "El hombre suburbano", "Gris y Amarillo", "El Viejo", "Hay tiempo para elegir", además de la inclusión de dos nuevas composiciones, "El Jugador" y "Detrás de la Iglesia", que se editaron como instrumentales, ya que cuando la compañía discográfica editó el álbum las voces aún no habían sido grabadas. Lo presentaron nuevamente en el Teatro Estrellas. A fines de 1978, la formación de la banda incluyó a "Conejo" Jolivet en guitarra, Julio Candia en bajo, y Marcelo Pucci en batería con quienes Pappo emprendió una gira por la costa atlántica. Pero la formación permutaría de nuevo de miembros, cuando entraron Botafogo en el bajo y Darío Fernández en la batería, en ese momento se dispusieron a viajar a Europa.
Si bien para finales de los años 70, Pappo ya era reconocido como uno de los mejores guitarristas de Argentina, era autocrítico con su trabajo:

-Revista Pelo: ¿Cuáles son tus expectativas y tus ambiciones como músico?.

-Pappo: Yo quiero poder tocar bien la guitarra.
-Revista Pelo: ¿Estás muy lejos de eso?.

-Pappo: Es como si todavía no hubiera empezado.
Revista Pelo, 1977.

Tras volver de Europa, realiza algunas fechas en Rosario con Vitico y Carlos Cohen como "Pappo's Blues". Durante la gira, en una noche en la habitación del hotel surgió la idea de cambiar de nombre al grupo, y elaborar una música diferente a lo que venían haciendo. Cuando comienza el ensayo se percatan que Carlos Cohen no es el baterista indicado para el nuevo grupo, entonces prueban a Michel Peyronel quien había retornado de Francia, y se queda así con el puesto en la batería.

### 1980-1988: Riff y Pappo y Hoy no es Hoy
El 14 de noviembre de 1980 en el teatro Sala Uno se realiza el show "Adiós Pappo's Blues, Bienvenido Riff". La noche empezó con Pappo's Blues, Vitico en bajo, Michel en batería y Pappo en guitarra. Abrieron el show con "Sándwiches de miga" y siguieron con otras canciones conocidas del grupo. Luego, Pappo hizo subir a Boff en guitarra rítmica y a Juan García Haymes en voz. En un primer momento la idea era que Haymes supliera en voz principal a Pappo, pero al público no terminó de gustarle la idea, y Juan se desvinculó del grupo, volviendo Pappo a ser el cantante. Con esta última formación realizaron un segundo show en el Teatro Premier.
Riff con la formación: Pappo en guitarra y voz, Vitico en bajo y voz, Michel en batería y voz, y Boff en segunda guitarra editaron su primer larga duración en 1981, llamado Ruedas de metal y lanzado a través del sello Tonodisc, de donde las canciones "Ruedas de Metal", "No detenga su motor" y "Necesitamos más Acción" fueron las más difundidas, además fueron las primeras con videoclip en Argentina,[cita requerida] pese a que el álbum no tenía buena calidad de sonido, el mismo tuvo bastante difusión y terminó siendo aceptado por el público. El grupo se presentó con éxito en el estadio Obras Sanitarias, Uruguay, y el Estado de Peñarol. El mismo año editaron el álbum Macadam 3...2...1...0..., mejor producido y con mejor sonido que el anterior. El 26 de diciembre lo presentaron nuevamente en el estadio Obras Sanitarias. También en el citado año participó en el álbum debut de Celeste Carballo Me vuelvo cada día más loca, tocando la guitarra en "Desconfío", uno de los más recordados de Pappo's Blues. Durante la guerra de Malvinas el 16 de mayo de 1982 se organizó un festival en el estadio Obras llamado Festival de la Solidaridad Latinoamericana, en donde participaron León Gieco, Luis Alberto Spinetta, Charly García, Raúl Porchetto, Nito Mestre, Litto Nebbia, Rubén Rada y Dulces 16, quienes contaron con Pappo como invitado, y este tocó "Fiesta cervezal". El concierto fue transmitido en cadena nacional por radio y televisión.
Durante el acalorado noviembre de 1982 se presentaron en el B.A. Rock, y para finales de ese años Riff era proclamada como una de las mejores bandas.[cita requerida] En febrero del año siguiente el grupo se presentó en el festival de La Falda, en la provincia de Córdoba, en donde ofreció uno de los mejores conciertos de la historia del rock. En marzo la banda trae a Danny Peyronel (hermano de Michel) quien había sido teclista de UFO y los Heavy Metal Kids en Europa. El 9 y 10 de abril Riff toca en Obras, de allí se registró un álbum doble en vivo editado como Riff en Acción. Pese al buen sonido y la buena actuación del grupo, el concierto no estuvo exento de acontecimientos violentos, y la policía aprovechó los desmanes para detener a decenas de personas, muchas de las cuales poco tenían que ver con los incidentes. A partir de este momento la policía comenzó una "caza de brujas" en el ambiente del heavy local.
En abril de 1983, Pappo participó en el álbum debut de V8 tocando el solo de "Hiena de Metal". Para fines del citado año Riff se presenta en Ferro con el lema "Riff acaba el año sin cadenas" como un intento de apaciguar al público, en esta oportunidad Los Violadores fueron los teloneros. Pese al intento del grupo de calmar el ambiente, el mismo ya se encontraba demasiado alterado como consecuencia de los abusos de la dictadura gobernante, y no se pudieron evitar incidentes, en esta ocasión el público invadió el escenario, destruyó butacas, un portón y hasta agredieron a un integrante de Riff.

Dejamos las cadenas porque esa era nuestra forma de oponernos a la dictadura, con la democracia todo debe ser diferente, ya no estamos atados.

Riff tuvo que hacerse cargo de los destrozos ocasionados por el público, y tuvo que pagar una costosa suma por ello, pero como el grupo no disponía del total, tuvieron que organizar otros tres recitales para recaudar lo necesario. En este contexto Riff se disuelve, luego de hacer una breve gira por la costa atlántica -en esta ocasión sin Danny- junto a Virus y Los Violadores, en el Teatro Diagonal de Mar del Plata. El 18 y 19 de mayo Pappo tocó en Obras con Boff en segunda guitarra, Enrique Avellaneda en bajo, y Juan Espósito en batería. Este concierto se editó como Pappo en Concierto.
A mediados de 1985, Pappo viajó a Brasil en donde se reencuentra con Rolando Castello Junior -compañero de Aeroblus- y el guitarrista grabó las guitarras para las canciones de un álbum de Patrulha do Espaço con la adición de Sergio Santana en bajo y voz, quienes ya tenían casi diez años de carrera, dos canciones de ese larga duración serían grabadas por Riff en el futuro "Deus devorador" y "Olho animal".
El 7 de diciembre de 1985, Riff se presenta en Obras y los días 13 y 14 tocando junto a Barón Rojo y Bunker en el mismo estadio, en ambas presentaciones Obras Sanitarias es totalmente colmado. En las presentaciones de la banda tocaron casi todas las nuevas canciones de la nueva placa más unos clásicos. Entrando a 1986 Riff (con Jota Morelli en batería, unos meses después Oscar Moro se va de la banda y en su lugar entra Jota Morelli, pero la formación duraría muy poco) se presenta en Paladium el 30 de abril y 1, 2, 3 y 4 de mayo, de esas presentaciones se editó el álbum en vivo Riff 'N Roll. 
En 1987, Pappo rearmó la banda y editó su primer álbum solista titulado Plan Diabólico, bajo el nombre Pappo y Hoy no es Hoy con él primera guitarra y voz, Boff en segunda guitarra, Juan "Locomotora" Espósito en batería y R.R. en bajo eléctrico. El álbum presentaba un estilo muy cercano al heavy metal con punteos al estilo de Van Halen, no obstante el mismo no obtuvo difusión entre el público. A fines de ese año y a lo largo de 1988, Pappo viajó a Estados Unidos en donde buscó integrantes para armar una nueva banda bajo el nombre The Widow Maker. Con esta se presentó y se asentó en Los Ángeles, llegando a realizar una gira por veinticuatro ciudades de Estados Unidos, sin embargo, el proyecto no perduró.

### 1989-1999: Álbumes como solista y últimos proyectos con Pappo's Blues
En mayo de 1989 Vitico se une nuevamente a Michel y participa del disco de Tarzen Es una selva ahí fuera. Pappo regresa de Estados Unidos junto a Widowmaker y se presentan en el teatro Satisfaction de Constitución (Buenos Aires), los días 22, 23, 24, 29 y 30 de diciembre, interpretando nuevas canciones y algunas de Riff, oficiando Hermética de grupo soporte. Sin embargo, el nuevo grupo de Pappo no tuvo el éxito esperado, y sus miembros volvieron a Estados Unidos, mientras que el guitarrista se quedó en Argentina para ayudar a su familia ante la difícil situación de la compañía Napolitano Hermanos. Pappo tuvo que dejar de tocar, e integrarse en el taller mecánico que lo había visto crecer.
En 1992 editó por el sello Radio Trípoli Blues Local. Aunque confusamente Blues Local sea presentado como "Pappo's Blues Local" (en la tapa), es considerado un álbum solista. Este trabajo contiene una versión de la famosa canción "Casa con diez pinos", compuesta por Javier Martínez de Manal, y "Mi vieja", una composición de Eduardo Frigerio y Sebastián Borensztein grabada para el programa humorístico de Tato Bores que, inesperadamente, se convertiría en el primer éxito comercial del "Carpo" como solista.
Este CD contó con la participación del baterista Black Amaya, quien ya había tocado en el primer volumen de Pappo's Blues, Yulie Ruth en bajo y "Pato Lucas" Frasca en teclados. Entre los invitados estuvieron Luis Robinson en armónica, Vitico en bajo, Javier Martínez en voz y percusión, Alejandro Medina en bajo y Juanse en guitarras. Hubo algunas controversias con respecto a la inclusión de la canción "Mi vieja". Según Black Amaya, "Mi vieja" iba a ser incluida solo como bonus track al final del álbum, pero en cambio, el sello la puso como segunda pista, hecho que molestó a Pappo.

Lo que pasó es que "Mi vieja" iba a ser un bonus track. Él lo había interpretado para Tato (Bores) y arregló eso con los de Radio Trípoli. Pero cuando nos reunimos en su casa de La Paternal para esperar que traiga el disco recién fabricado, lo vemos llegar con la cara desfigurada. Estaba recaliente Pappo, habían puesto a "Mi vieja" como segundo track.
Black Amaya.

En 1999 publica “El Auto Rojo” junto a De la Buena Estrella, un sello independiente nuevo dirigido por Alfredo “El Colo” Hellrigl y “Chuchu” Fasanelli. El disco grabado en el estudio de “Pichón” Dal Ponte contó con los miembros permanentes de su banda (Yulie Ruth y Gustavo “Bolsa” Gonzalez) además de Miguel Botafogo y Gabriel Carambula como invitados. Dicho Álbum tuvo una gran repercusión logrando el Disco de Oro al superar las 30.000 unidades.
Ese mismo año y a solo cinco meses de editar “El Auto Rojo”, el sello comenzó con la preproducción de “Pappo & Amigos”, disco ícono de la cultura del rock nacional argentino en el cual Pappo fue claro, su única condición era “lo hacemos, pero solo con amigos”. Por lo tanto en menos de un año grabó dos discos en estudio.

### 2000-2005:Pappo & Amigos,Buscando un amory últimos años
En 2000, lanzó su tercer álbum de estudio titulado Pappo & Amigos, un disco doble histórico con más de 40 canciones, colaboraciones que incluyó a bandas de rock nacional como La Renga, Almafuerte, La Mississippi, Viejas Locas, Divididos, y artistas consagrados en la música como Moris, Andrés Calamaro, Ricardo Iorio, Adrián Otero, Andrés Ciro, Alejandro Medina, Omar Mollo, Vicentico, entre otros. 
El disco se grabó entre diciembre de 1999 y marzo de 2000 en los estudios del Abasto al Pasto de Álvaro Villagra (Productor musical e ingeniero de grabación). Sesiones a puro rock entre amigos, asados, pileta y mucha música. El disco vendió más de 45.000 unidades dobles en medio de una de las peores crisis Argentinas y de la industria musical debido a la piratería y las descargas ilegales en MP3 de ese momento.
En 2003, Napolitano publicó su último álbum de estudio en vida: Buscando un amor, este contendría éxitos como Rock and roll y fiebre», «Juntos a la Par», «Ella es un ángel» y otros sencillos como un «Tributo a B.B. King» e interpretaciones del mismo artista como «Thrill Is Gone». La portada del álbum incluye a los grandes fallecidos guitarristas Muddy Waters, Stevie Ray Vaughan, Robert Johnson, John Lee Hooker y Jimi Hendrix, quienes aparecen sentados en una mesa, con alas de ángeles jugando al póker con Pappo. A lo largo de esos últimos años también se presentó en programas de televisión como Mar de fondo.
En 2005, hizo su última presentación en Cosquín Rock a principios de febrero. El recital que duró casi una hora y media contó con la participación estelar de Charly García, quien tocó el teclado en «Desconfío de la vida», «Popotitos» y «Sucio y desprolijo», y también con la participación del cantautor rosarino Ike Parodi.
El último show que Pappo brindó como solista, fue en Villa Mercedes (San Luis), dos días antes de su trágico accidente.

## Fallecimiento

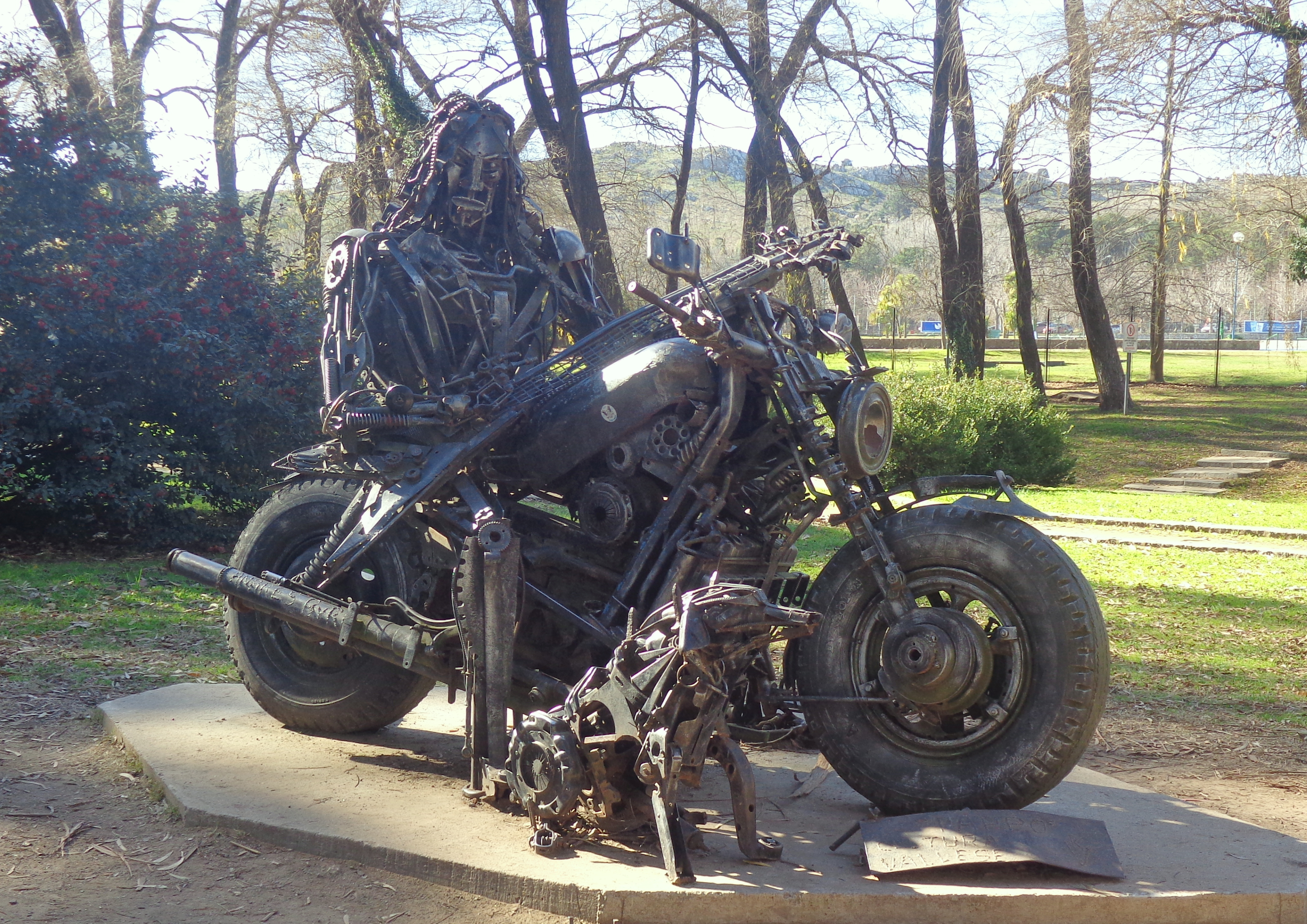
Estatua inaugurada en 2015 en Tandil.

Pappo falleció el 25 de febrero de 2005 en la localidad bonaerense de Jáuregui, partido de Luján. Según fuentes policiales, el guitarrista, tras haber cenado en un restaurante, viajaba en su motocicleta Harley Davidson seguido por otra moto en la que viajaban su hijo Luciano y su nuera. Al llegar al paraje Estancia La Blanqueada cerca del barrio Lomas de San Antonio, en ruta provincial 5, hoy colectora norte, ambos vehículos se rozaron haciendo que Pappo perdiera el control, cayendo al pavimento y siendo arrollado por un Renault Clio que se dirigía en sentido contrario, provocándole la muerte. En el lugar, se levanta un monolito con una guitarra de bronce en su homenaje.

Sus restos fueron despedidos al día siguiente en el panteón de músicos de SADAIC, en el cementerio de la Chacarita de Buenos Aires por sus seres queridos y por una multitud de fanáticos que no cesó de corear sus canciones y su nombre. Allí permaneció dos años, hasta que fue cremado y sus cenizas depositadas en la plaza Roque Sáenz Peña, debajo de un monumento, obra de la escultora Virginia Caramés, levantado en la esquina de la avenida Juan B. Justo y Andrés Lamas. 

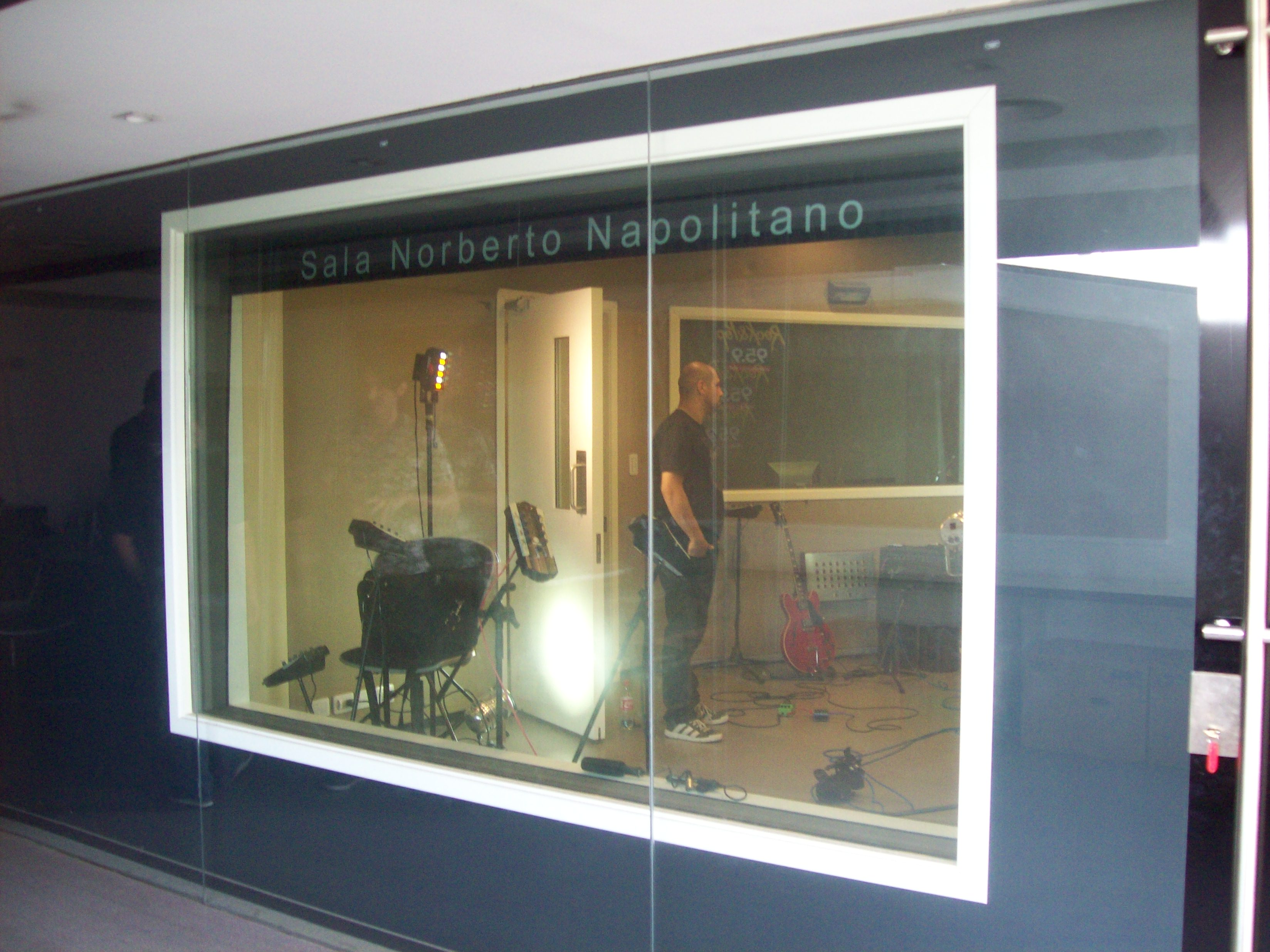
Sala Norberto "Pappo" Napolitano en la Rock & Pop.

La estación de FM Rock & Pop inauguró un estudio que lleva su nombre con un show de Divididos en agosto del 2008. El nombre del estudio fue elegido por los oyentes de la radio.
En 2011 Luciano Napolitano publicó una carta con la que deseaba aclarar algunos aspectos poco conocidos sobre la trágica noche del 24 de febrero de 2005, cuando Pappo falleció. En ella se refería a la biografía de Sergio Marchi sobre Pappo: Pappo, el hombre suburbano, y acusaba a este último de haber realizado en su libro una especulación amarillista sobre la muerte de su padre, y de «hacer dinero divulgando infundios» con respecto a la versión de Marchi de los detalles poco conocidos del caso.

## Controversias
En 1986, la conductora y periodista Alicia Barrios entrevisto a Pappo en su programa Noche de brujas y lo acusó de un intento de violación sexual, este se había dado cuatro años antes de la fecha en un recital del cantante en el Estadio Luna Park. El artista, con el programa en vivo, no se defendió sino que aceptó la acusación, a lo que ella le preguntó si todavía tiene ganas de repetir la experiencia con una mujer, Pappo le contestó: “Sí, tengo muchas ganas. Uno siempre tiene ideas de violar gente así tan linda como vos”. Según Barrios, el artista y sus músicos la acorralaron en el baño del subsuelo del estadio, y trataron de abusar de ella.

## Vida personal
En 1973 nació su hijo Luciano Napolitano, a quien conocería 20 años después.
El 8 de junio de 2004, en una entrevista en Tiene la palabra de Todo Noticias, Napolitano en una de sus últimas entrevistas, comentó varias circunstancias acerca de su vida, como que su trayectoria fue muy sacrificada y pospuso la mayoría de su vida social para dedicarse a la música, por ejemplo el nacimiento de su hijo, hacer estudios, entre otras cosas. También se mostró en contra de las drogas y a favor de la pena de muerte, diciendo que "un pibe de 20 años, que fuma en lata, si le das un revolver se pega un tiro", y, que a los hombres que matan y violan mujeres merecen estar en la silla eléctrica.

## Homenajes y legado
En el año 2011 un supermercado de Buenos Aires borró un mural que había sido realizado por el artista Alejandro Amaro sobre una pared cercana a dicho establecimiento. El mural combinaba imágenes de diversas canciones de Pappo, entre ellas un reloj representativo de "El Tren de las 16", su Gibson Les Paul negra, el Cadillac de "Susy Cadillac" y un triángulo como referencia al disco de Pappo's Blues Volumen 5, Triángulo. La violación a esta obra fue, posiblemente, debido a que en el contrato de alquiler del local (que funcionaba como taller y sala de ensayo de Pappo, en posesión actual de su hermana Liliana) no figuraba ninguna cláusula estipulando que la obra debía ser preservada. Las tratativas para que se rehiciera la pintura fueron iniciadas por el hijo de Pappo, Luciano Napolitano, quien propuso un proyecto de ley en el que la obra sea preservada y la plaza Roque Sáenz Peña de La Paternal pase a llamarse "Plaza Pappo".

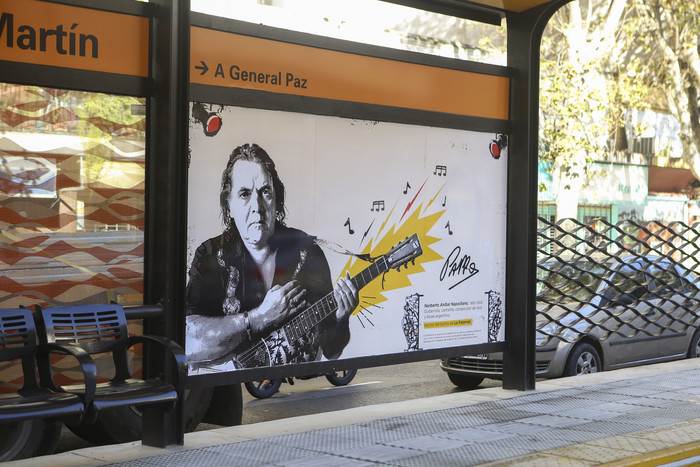
Estación Metrobús San Martín con la figura de Pappo, Ciudad de Buenos Aires.

El 27 de abril de 2016 se inauguró, junto con el resto del Metrobús de la Avenida San Martín, la parada Pappo Napolitano. En junio de 2019 Luciano Napolitano organizó una muestra itinerante denominada Museo de Pappo, en la que expuso objetos pertenecientes al guitarrista. El 30 de abril de 2021, Juanse publicó Juanito y el Carposaurio, un disco que Napolitano había grabado en vida junto a este en el año 1992 y se había considerado "perdido". El disco contó con 15 sencillos distribuidos en una duración de 50 minutos aproximadamente.
En abril de 2025, coincidiendo con el vigésimo aniversario de su fallecimiento, se estrenó en la 26ª edición del BAFICI (Festival Internacional de Cine Independiente de Buenos Aires) el documental "Algo ha cambiado: Un viaje quijotesco al blues local", dirigido por Sergio "Chapete" Bonacci Lapalma. El film, de 130 minutos, explora la huella que dejó Pappo en el mundo del blues estadounidense durante los años 90, su aceptación en la "Blues Mafia" de B.B. King, y el legado del "blues en español" que ayudó a consolidar. Entre los testimonios destacados del documental figuran los de Gilby Clarke (Guns N' Roses), Carmine Appice, Larry McCray y Good Time Charlie Bretchel, así como el de Melvyn "Deacon" Jones, quien grabó con Pappo en Los Ángeles.  Para el estreno en BAFICI, el festival contó con la presencia especial de Pam Stovall Hill (viuda de Deacon Jones) y Tony Coleman (baterista de B.B. King), quien regresó a Argentina después de 20 años y ofreció conciertos y una masterclass de batería.  El renombrado director de cine José Celestino Campusano, conocido por obras como "Vikingo" y "Fango", documentó parte de los conciertos de Coleman en Buenos Aires como parte de los eventos asociados al documental.  El film fue descrito por Diario Tiempo Argentino como "una de las grandes revelaciones del BAFICI" y, según Infobae, muestra anécdotas inéditas de la trayectoria internacional del guitarrista argentino.

## Discografía
| Álbumes de estudio - 1987: Plan diabólico (como Pappo y Hoy no es Hoy) - 1990: El Riff - 1992: Blues Local - 2000: Pappo & Amigos - 2003: Buscando un Amor - 2021: Juanito y el Carposaurio (con Juanse) | Álbumes con Pappo's Blues - 1971: Pappo's Blues Volumen 1 - 1972: Pappo's Blues Volumen 2 - 1973: Pappo's Blues Volumen 3 - 1973: Pappo's Blues Volumen 4 - 1974: Pappo's Blues Volumen 5, Triángulo - 1975: Pappo's Blues Volumen 6 - 1978: Pappo's Blues Volumen 7 - 1995: Pappo's Blues Volumen 8, Caso cerrado - 1999: El auto rojo |

| Canciones - 1971: Era de tontos (escritor) - 1977: Vamos a buscar la luz - 1992: Mi vieja (intérprete) - 1992: Casa con diez pinos (intérprete) - 2003: Juntos a la par (intérprete) - 2003: Rock and roll y fiebre | Canciones de Pappo's Blues - 1971: Castillo de piedra (escritor) - 1972: Desconfío - 1972: El tren de las 16 - 1973: Sucio y Desprolijo - 1995: Ruta 66 (intérprete) |

## Filmografía
- 1973: Rock hasta que se ponga el sol
- 1983: Buenos Aires Rock
- 1997: Carola Casini
- 2006: Que sea rock
- 2025: Algo ha cambiado: Un viaje quijotesco al blues local

## Premios y nominaciones
Premios Konex

Pappo fue galardonado con el Premio Konex en tres ocasiones: en 1985 y en 1995 por instrumentista y conjunto de rock, mientras que en 2005 como solista de rock.
Premios Carlos Gardel
| Año  | Nominación                  | Trabajo                            | Resultado |
| ---- | --------------------------- | ---------------------------------- | --------- |
| 2007 | Mejor Colección de Catálogo | Pappo en Vivo. Vive en sus Amigos! | Nominado  |
| 2018 | Mejor Colección de Catálogo | Pappo's Blues                      | Nominado  |

Premios Martín Fierro
| Año  | Nominación       | Trabajo       | Resultado |
| ---- | ---------------- | ------------- | --------- |
| 1997 | Mejor revelación | Carola Casini | Nominado  |